# Acromyrmex
Acromyrmex ist eine Gattung von Blattschneiderameisen und gehört zur Unterfamilie der Knotenameisen (Myrmicinae), sowie zum Tribus der Attini. Ein bekannter Vertreter ist Acromyrmex octospinosus.
Die Kolonien sind bei manchen Arten deutlich kleiner als die von Atta spp. Auch kommen Acromyrmex-Arten nicht nur in tropischen Bereichen vor, sondern können fast bis in die gemäßigte Zone Südamerikas vordringen, wo sie recht niedrige Temperaturen ertragen.

## Ökologie
Laut Camargo sind Arbeiterinnen von Acromyrmex fertil und können Eier legen, aus denen sich Männchen entwickeln. Dies geschieht regelmäßig nach dem Tod der Königin.

## Arten
Die Gattung Acromyrmex enthält zur Zeit 32 bekannte Arten:
- Acromyrmex ambiguus Emery, 1888
- Acromyrmex ameliae  De Souza, Soares & Della Lucia, 2007
- Acromyrmex aspersus F. Smith, 1858
- Acromyrmex balzani Emery, 1890
- Acromyrmex biscutatus Fabricius, 1775
- Acromyrmex coronatus Fabricius, 1804
- Acromyrmex crassispinus Forel, 1909
- Acromyrmex diasi Gonçalves, 1983
- Acromyrmex disciger Mayr, 1887
- Acromyrmex echinatior Forel, 1899
- Acromyrmex evenkul Bolton, 1995
- Acromyrmex fracticornis Forel, 1909
- Acromyrmex heyeri Forel, 1899
- Acromyrmex hispidus Santschi, 1925
- Acromyrmex hystrix Latreille, 1802
- Acromyrmex insinuator  Schultz, Bekkevold & Boomsma, 1998
- Acromyrmex landolti Forel, 1885
- Acromyrmex laticeps Emery, 1905
- Acromyrmex lobicornis Emery, 1888
- Acromyrmex lundii Guérin-Méneville, 1838
- Acromyrmex niger F. Smith, 1858
- Acromyrmex nigrosetosus Forel, 1908
- Acromyrmex nobilis Santschi, 1939
- Acromyrmex octospinosus Reich, 1793
- Acromyrmex pubescens Emery, 1905
- Acromyrmex pulvereus Santschi, 1919
- Acromyrmex rugosus F. Smith, 1858
- Acromyrmex silvestrii Emery, 1905
- Acromyrmex striatus Roger, 1863
- Acromyrmex subterraneus Forel, 1893
- Acromyrmex versicolor Pergande, 1894
- Acromyrmex volcanus Wheeler, 1937